# 존 메이저
존 메이저 경(영어: Sir John Major, KG, CH, 1943년 3월 29일~)은 영국의 정치인으로 1990년부터 1997년까지 제53대 총리를 지냈으며 또한 보수당 당수였다.  총리가 되기 전에 그는 마거릿 대처 총리 아래 내각 일원으로 중요한 정부 직위들을 보유하였다.
총리로서 메이저는 걸프 전쟁이 일어난 동안 국가를 이끌었고 북아일랜드에서 평화를 창조하는 도움을 주었다.  그는 지역 주민세로 불린 인기없는 세금 제도를 오늘날 아직도 쓰이는 주택세로 대체하였다.  1992년 그는 총선을 이기는 데 보수당원들을 이끌어 1천 4백만 이상의 투표를 얻었다.  이것은 영국의 선거에서 여태까지 아무 정당이 이긴 가장 많은 투표들이다.
하지만 총리로서 그의 세월은 어려웠다.  국가는 경제 문제들을 향했고 그의 당은 유럽 연합에 관련된 문제들에 갈라졌다.  1997년 총선에서 그의 정당은 토니 블레어가 이끈 노동당에게 패하였다.
총리직을 떠난 후, 메이저는 책을 쓰고 기업들과 자선과 함께 일하는 데 전념하였다.  그는 가끔 정치적 이벤트들에 자신의 의견에 의문되었다.  2025년으로 봐서 그는 살아있는 최연장 전직 영국 총리이다.

## 초기 생애와 교육
잉글랜드 서리주 카숄턴에서 태어났다.  그의 부친 톰 메이저-볼은 전직 뮤직홀의 상연자였고 모친의 이름은 그웬이었다.  가족은 우스터파크로 불린 중산층 계급 지역에 살았으며 부친은 정원 장식물을 만드는 비지니스를 운영하였다. 
존이 소년이었을 때 그는 독서, 크리켓 같은 스포츠를 즐기고 애완동물을 키웠다.  1954년 그는 11 플러스로 불린 중요한 시험을 통과하였고 중등 학교인 러틀리시 학교로 갔다. 
곧 후에 그의 가족의 행운은 바뀌었다.  부친의 건강은 나빠졌고 가족 비지니스는 돈 문제들을 가졌다.  그들은 집을 팔아야 했고 런던 브릭스톤에 있는 작은 임대 아파트로 이주하였다.  이것은 가족을 위하여 어려운 시간이었다.
16세 되기 전에 메이저는 3개의 초등 수준 자격과 함께 학교를 중퇴하였다.  이 시간 동안 그는 정치에 관심을 가지게 되었다.  1956년 그는 처음으로 서민원을 방문하여 토론을 보았다.  그는 이 이벤트가 정치인이 되는 데 자신의 꿈에 영감을 주었다고 말했다.

## 초기 경력과 정치
학교를 떠난 후에 메이저는 보험 회사를 위하여 사무원으로 일했으나 직업이 지루했다.  그는 이후에 런던 전력 공사를 위하여 일하고 집에서 은행업을 공부하였다.  1959년 그는 브릭스턴에서 청년 보수당에 입당하여 매우 활동적인 당원이 되었다.
그는 1964년 램버스에서 지역 의원으로서 선거에 나갔으나 패하였다.  하지만 그는 1968년 램버스 런던 자치구 의회에서 의석을 이겼다.  주택 위원회의 의장으로서 그는 지역에서 주민들을 위하여 새로운 주택을 건설하는 책임을 맡았다.
1966년 그는 나이지리아 조스에서 일하는 데 자신을 보낸 스탠다드 은행에 취직하였다.  그는 거기서 자신의 시간을 즐겼으나 1967년 심각한 자동차 사고 후에 귀국하였다.
1970년 4월 그는 보수당 이벤트에서 노마 존슨을 만났으며 그해 10월 그들을 결혼하였다.  부부는 2명의 자녀 - 엘리자베스와 제임스를 두었다.  
메이저는 국회 의원이 되기를 원했다.  몇몇의 시도들 후에 그는 헌팅던셔의 안전한 지역구 후보로 선택되었다.  

## 국회 의원 시절

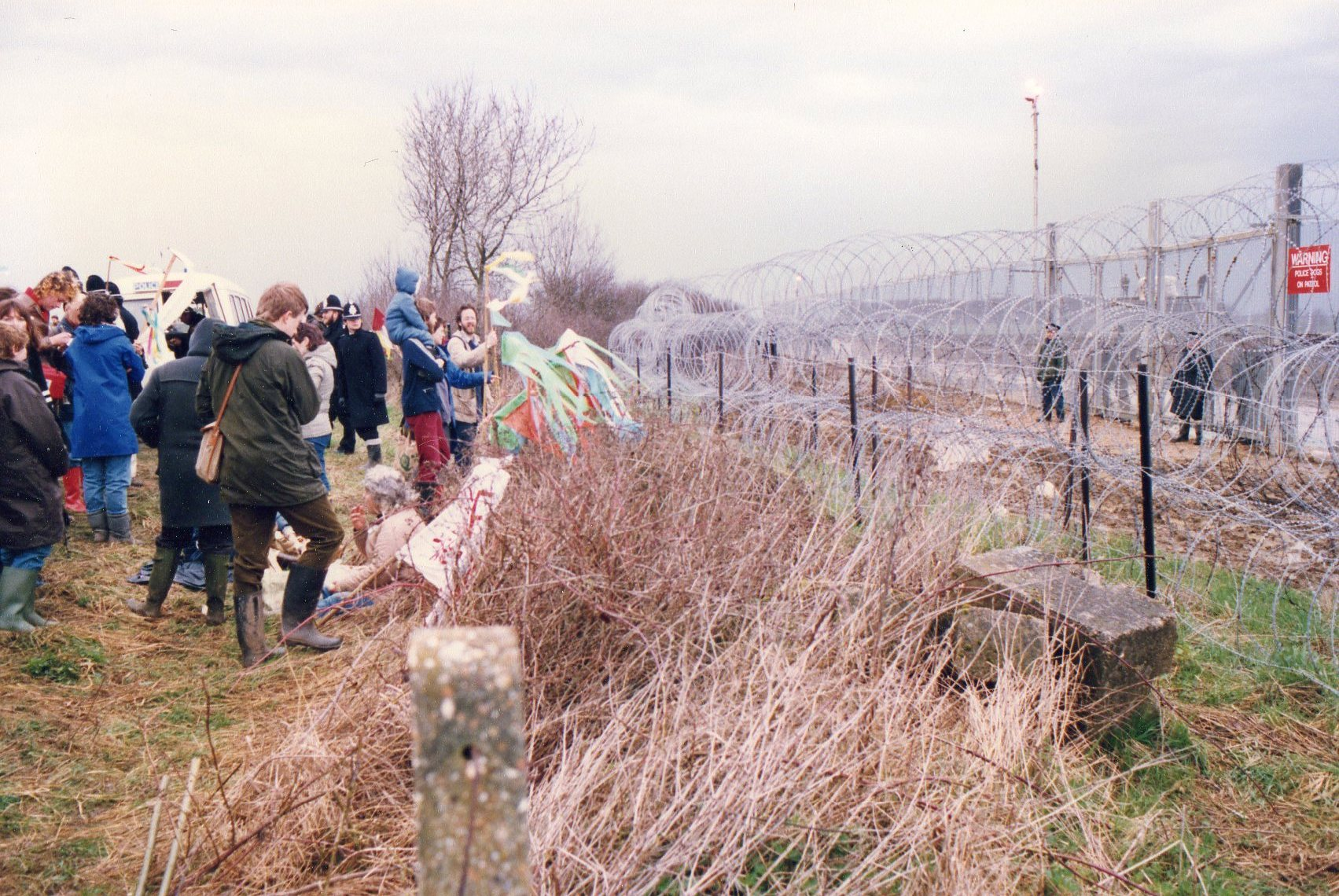
1980년대 초반에 몰즈워스 공군기지에서 있던 순항 미사일 배치 반대 시위

메이저는 마거릿 대처와 보수당을 권력으로 가져온 1979년 총선에서 헌팅던셔 지역구를 이겼다.  그는 빠르게 열심히 일하는 국회 의원으로 알려지게 되었다. 
1981년 그는 의회 담당 부서권으로서 자신의 첫 진급을 얻었다.  2년 후에 그는 자신의 당으로부터 의원들이 의회에서 투표하는 것을 확실히 하는 것을 연루하는 원내 부총무가 되었다.  
1985년 메이저는 보건사회복지부에서 하급 장관으로 만들어졌다.  그는 1987년 매우 추운 겨울 동안 노인들에게 지불금을 늘이는 도움을 준 것으로 대중의 관심을 얻었다.

## 상급 정부 역할들로 상승

### 재무부 수석 비서관
1987년 총선 후에 메이저는 재무부 수석 비서관으로 진급되었다.  이것은 그가 정부 지출에 책임을 맡았던 매우 중요한 직업이었다.  그는 내각에 도달하는 데 1979년 그룹으로부터 첫 의원이었다.

### 외무장관
1989년 7월 예상치 못한 움직임에 대처 총리는 메이저를 외무장관으로 만들었다. 그는 3개월만 이 역할에 있었으나 홍콩의 미래 같이 중요한 문제들과 다루었다.  

### 재무장관
1989년 10월 메이저는 정부에서 가장 권력적인 직업들 중의 하나였던 재무장관이 되었다.  재무장관으로서 그는 영국의 경제를 위하여 책임이 있었다.  그의 주요 목표는 인플레이션을 낮추는 것이었다.  
1990년 3월 자신의 단 하나의 예산에서 그는 저축하는 데 국민들에게 용기를 주는 데 면세 특별 예금 계좌 (TESSA)로 불린 새로운 타입의 저축을 소개하였다.  그는 또한 인플레이션을 조절하는 도움을 주는 데 주저하는 대체에게 영국이 유럽 환율 메커니즘 (ERM)에 가입해야 한다는 것을 설득하였다.

## 총리가 되면서
1990년 후순 쯤에 보수당에서 많은 사람들은 대처의 리더십과 행복하지 않았다.  지역 주민세로 불린 새로운 세금은 매우 인기가 없었다.  자신의 리더십으로 도전 후에 대처는 사임하였다.
다른 2명의 정치인들과 더불어 존 메이저는 새로운 지도자가 되는 데 경주에 들어갔다.  1990년 11월 27일 메이저는 가장 많은 투표들을 얻었다.  다른 후보들은 물러나 그를 보수당의 새로운 당수로 만들었다.  다음날 그는 총리가 되었다.  47세의 나이로 그는 거의 100년의 세월에 최연소 총리였다.

## 총리 재임

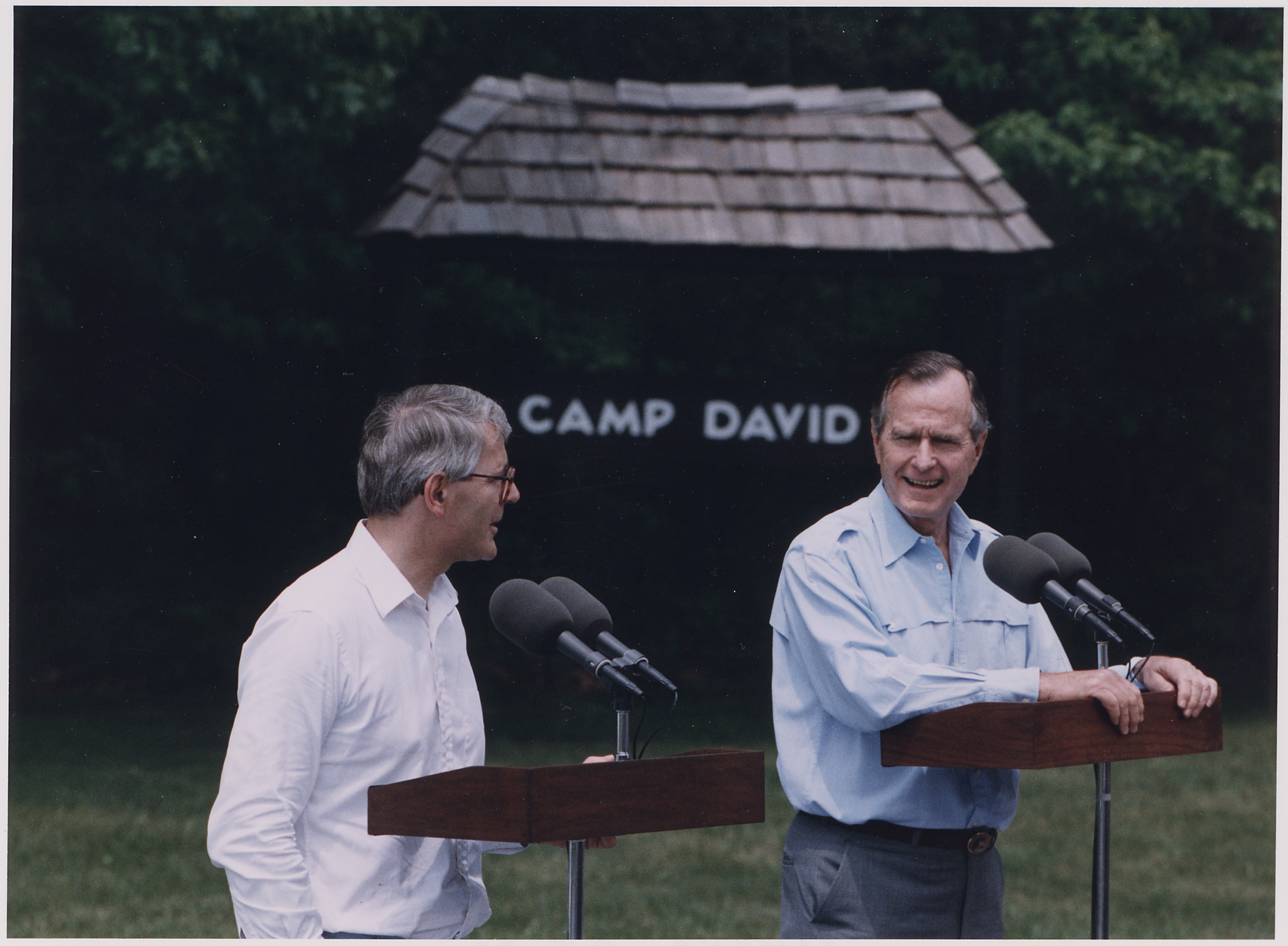
캠프데이비드에서 부시와 함께(1992년)

메이저가 총리가 되었을 때 영국은 불경기에 있었다.  그의 정부는 높은 실업과 물가 상승을 향했다.  그의 주요 도전들 중의 하나는 그가 쿠웨이트를 해방시키는 도움을 주는 데 영국의 군대를 보낸 걸프 전쟁이었다.  
메이저 정부는 인기가 없던 지역 주민세를 주택세로 대체하였다.  그는 또한 수십 년간의 갈등을 종식시키는 목표로 북아일랜드 평화 과정을 시작하였다.  
1992년 총선에서 많은이들은 보수당이 패하기를 기대하였다.  하지만 메이저는 자신의 당을 놀라운 승리로 이끌어 영국의 정당에 의하여 여태까지 기록된 가장 많은 투표를 이겼다.  

### 두번째 기간과 도전들

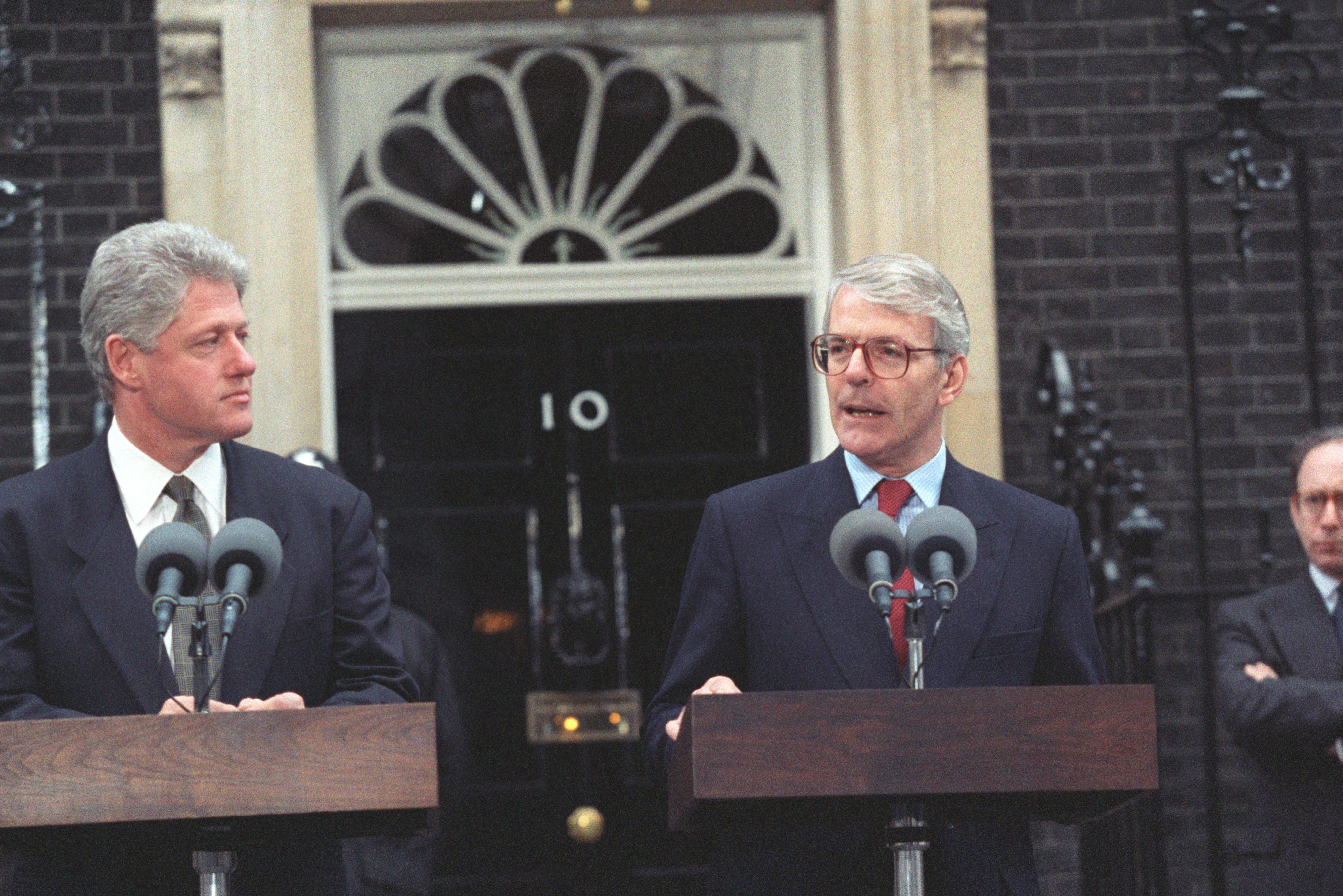
다우닝가 10번지 앞에서 빌 클린턴 미국 대통령과 언론 성명을 전달하는 메이저 총리 (1995년)

메이저의 두번째 기간은 매우 어려웠다.  1992년 9월 검은 수요일로 알려진 날에 영국 파운드는 유럽 환율 메캐니즘으로부터 강제로 쫓겨났다.  이것은 경제 관리에 정부의 평판을 손상시켰다.  
그의 정당은 또한 영국의 유럽 연합과 관계에 깊이 분열되었다.  다른 정치적 문제들과 더불어 이러한 주장들은 그의 정부를 인기없게 만들었다.
1994년 토니 블레어는 노동당의 당수가 되었다.  그는 당을 현대화하고 매우 인기있게 되었다.  1997년 총선에서 노동당이 압승하여 보수당의 18년간 세월을 끝냈다.  그해 5월 2일 메이저는 총리로서 사임하였다.  

## 정치 이후의 일생

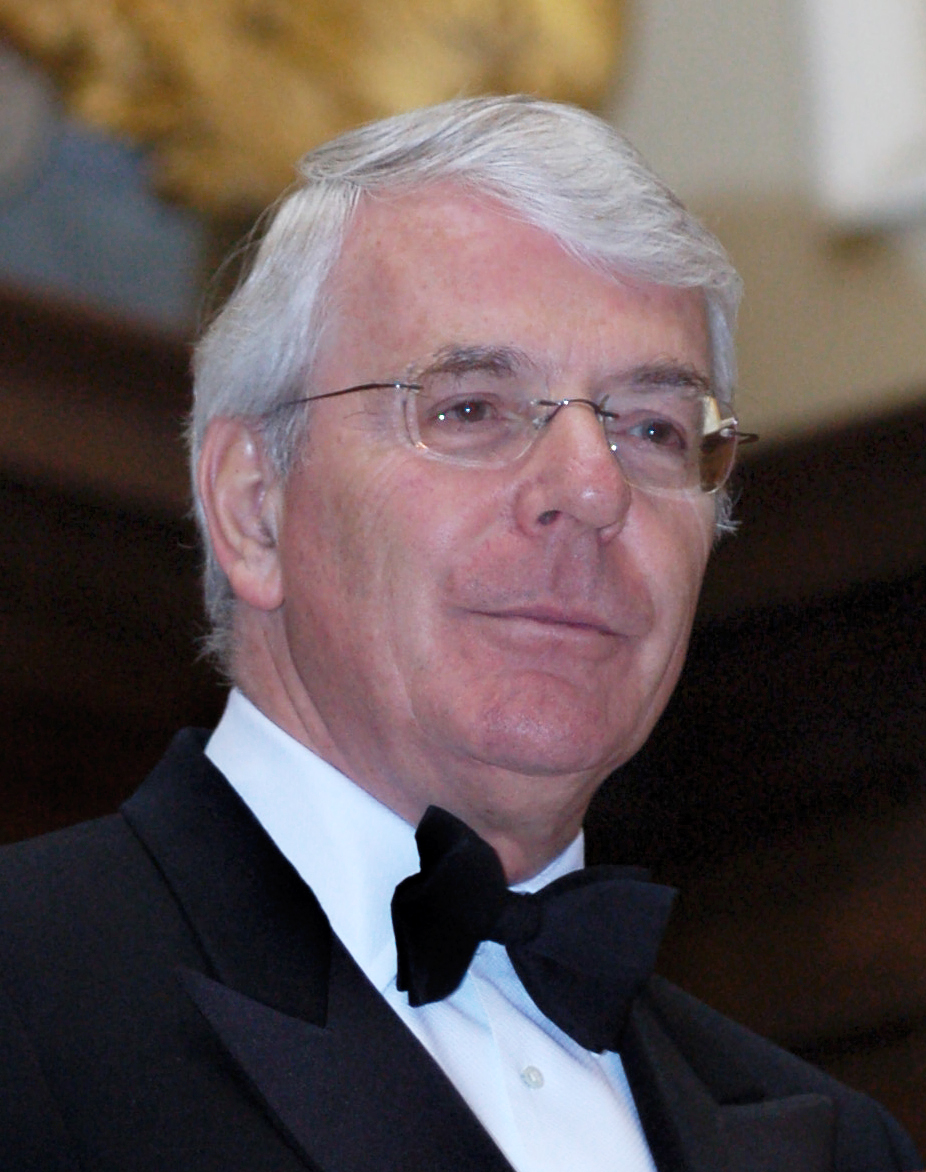
2007년 더블린에서

1997년 총선 후에 메이저는 새로운 보수당의 당수가 선택되었을 때까지 몇주간 야당 당수로 지냈다.  그는 자신의 의회로부터 은퇴했을 때 2001년 총선까지 국회 의원으로 남아있었다.
정계를 떠난 후, 메이저는 나서지 않고 조용히 지냈다.  그는 자서전과 크리켓과 뮤직홀 역사에 관한 책들을 포함한 책들을 썼다.  그는 크리켓의 큰 팬이며 서리주 크리켓 클럽의 회장이었다.  
그는 또한 자선업에 연루되었고 비지니스 역할들을 가졌다.  그는 경우적으로 정치, 특히 자신이 반대한 브렉시트의 주제에 댓글을 달았다.
1999년 그는 북아일랜드 평화 과정에 자신의 업무로 컴패니언 오브 아너의 일원으로 만들어졌다.  2005년 엘리자베스 2세 여왕은 그를 매우 높은 영예로 가터 훈장의 기사 작위로 만들었다.

## 개인 생활

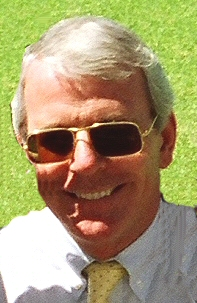
2008년 크리켓 매치에서

존 메이저는 1970년 노마 존슨에게 결혼하여 2명의 자녀 엘리자베스와 제임스를 두었다.  그들은 그가 국회 의원으로서 대표했던 지역 헌팅던셔에 살고 있다.
메이저는 열렬한 스포츠, 특히 크리켓과 첼시 FC의 팬이다.  그는 또한 원예와 독서를 즐긴다.
1997년 다이애나 공비의 사망 후에 메이저는 그녀의 아들 윌리엄과 해리에게 특별 보호자로 임명되었다.  그는 그들을 위하여 법률 및 행정 관련 사항들에 책임이 있었다.

## 서훈
- 1999년 컴패니언 오브 아너(Order of the Companions of Honour, CH)
- 2005년 가터 훈장(The Order of the Garter, KG)